# 綠卡 (電影)
《綠卡》（英語：Green Card）是一部1990年的美國電影，由彼得·威爾執導、監製兼編劇，、主演。

## 演員
- 傑哈·德巴狄厄 飾
- 安迪·麥杜維 飾

## 外部連結
- 開眼電影網上《綠卡》的資料（繁體中文）
- 豆瓣电影上《绿卡》的資料 （简体中文）
- 时光网上《绿卡情缘》的資料（简体中文）
- AllMovie上的资料（英文）
- 爛番茄上的資料（英文）
- Box Office Mojo上的資料（英文）
- TCM电影资料库上的资料（英文）
- Metacritic上的資料（英文）
- 互联网电影数据库（IMDb）上的资料（英文）